# Сторожові катери проєкту 1400М
Сторожові катери проєкту 1400 (1400М) — у Морській Охороні Державної прикордонної служби і Військово-Морських Силах України та ряду інших держав — патрульні катери призначені для дій в прибережних районах, протоках і на відкритих рейдах портів, а також на річках і озерах. Шифр «Гриф», «Гриф-М» (англ. Zhuk class за класифікацією НАТО).

## Загальні відомості про проєкт
Проєктування сторожових катерів спеціально для морських частин прикордонних військ КДБ СРСР велося з середини 1960-х років. Проєкт 1400, який отримав шифр «Гриф», був розроблений в ЦКБ «Алмаз» (Ленінград) у 1967 році. Головний конструктор — В. М. Бурлаков. Катер проєкту 1400 мав розміри, що дозволяють перевозити його залізницею. Як основне озброєння на перших катерах використовувалася спарена кулеметна установка 2М-7 калібру 14,5 мм, встановлена у кормовій частині. Двухвальна енергетична установка складалася з двох V-подібних дизелів М-401А по 1000 к.с. кожний.
Перші чотири катери були побудовані в Ленінграді, потім їх будівництво почалося на суднобудівному заводі «Море» у Феодосії. Катери даного типу служили на Балтійському, Чорному і Каспійському морях у складі окремих бригад МЧПВ КДБ СРСР. Кілька катерів входили до складу Військово-морського флоту СРСР як артилерійські катери. Після розпаду СРСР катери увійшли до складу прикордонного та військово-морського флотів Росії, України, Азербайджану, Туркменістану, Казахстану, Естонії та Грузії. Значна кількість катерів побудована на експорт для Алжиру, Анголи, Беніну, Болгарії, В'єтнаму, Гвінеї, Іраку, Кабо-Верде, Камеруну, Камбоджі, Конго, Куби, Мозамбіку, Нікарагуа, Сирії, Ефіопії, Південного Ємену тощо.

## Модифікації
У в 1974 році був розроблений технічний проєкт катера 1400Е призначений спеціально для експорту в країни з жарким і тропічним кліматом. Експортні катери відрізнялися наявністю додаткової 14,5 або 12,7-мм турельної кулеметної установки, встановленої на баці, системи кондиціонування повітря та додатковим дизель-генератором.
Пізніше через високу потреби в катерах типу «Гриф», проєкт був підданий істотній модернізації. Корпус модифікованого проєкту 1400М став зварним, що дозволило застосувати блоковий метод їх будівництва. Застосовувалася максимальна уніфікація вузлів і елементів з двома попередніми проєктами. На катерах встановлені більш сучасні двигуни і система керування ними. Штурманське озброєння катерів складалося з системи «Градус-2М» і авторульового «Самшит-В221». Малася бінокулярна морська труба БМТ-110, навігаційна РЛС «Лоція». основним озброєнням стала новітня 12,7-мм турельно-баштова кулеметна установка «Утес-М».
Експортні модифікації проєкту 1400МЕ в залежності від бажання замовника комплектувалися однією установкою «Утес-М» в носі і прожектором МСП-45К в кормі (проєкт 1400М), двома установками «Утес-М» в носі й у кормі (проєкт 1400МЕ), однією установкою «Утес-М» в носі або в кормі (пр. 1400М, 1400МЕ).
На базі «Грифа» був створений роз'їзний катер проєкту 14670 «Гурзуф», побудований у кількості 10 одиниць та урядовий катер проєкту 1400А, який не мав озброєння, але за рахунок більш об'ємною надбудови мав приміщення підвищеної комфортності (побудовано чотири одиниці, по два для Ялти і Сочі).

## Оператори
Катери проєкту 1400М знаходяться також на озброєнні прикордонних військ і ВМФ:
- Азербайджан
- Грузія: Україна передала три катери проєкту 1400М БОХР Грузії (патрульні катери бортові № 203–205).
- Естонія
- Казахстан
- Росія: також у складі окупаційного контингенту в Абхазії
- Туркменістан: у 2004 році спеціально для Туркменістану ФСК «Море» був побудований катер модернізованого проєкту 1400Т.
- Україна

та деяких інших.

### Україна
У складі Морських частин Державної прикордонної служби України нараховується 12 катерів морської охорони проєкт 1400М, які базуються на , Одесу: BG100 ПСКА-508, BG101 ПСКА-525, BG102 «Оболонь», BG103 ПСКА-511, BG104 ПСКА-512, BG108 ПСКА-517, BG110 «Любомир», BG115 ПСКА-523, BG116 «Дарниця», BG117, BG118 «Арабат».
У Військово-Морських Силах України — один артилерійський катер проєкту 1400М — катер спеціального призначення U170 «Скадовськ». Проте разом із введенням до бойового складу нових МБАК типу «Гюрза-М», інші катери планується поступово (до 2020 року) вивести з бойового складу ВМС ЗС України.
Восени 2018 року Держприкордонслужба замовила у ДП «Дослідно-проєктний центр кораблебудування» (ДПЦК) проєкт модернізації катера морської охорони проєкту 1400М, шифр «Гриф-МУ».
У ході модернізації катера планується заміна навігаційного обладнання лагу, ехолоту, та гірокомпасу на сучасні сумісний лаг/ехолот Simrad NSS 7 evo 2 Combo та гірокомпас. Передбачається ремонт якірної, стернової та протипожежної систем, доопрацювання системи захисту корпусу від корозії, заміна обладнання вентиляції, кондиціювання та санітарно-побутової систем, у т.р. планується встановлення насосу охолодження кулеметної установки «Утес-М».
Планується виконати проробку можливої заміни дизель-генераторів на сучасні аналоги, модернізацію електроенергетичної системи катера, тощо.
Вартість робіт складає 710 000 грн.